# مگن میکلسون
مگن میکلسون (انگلیسی: Meaghan Mikkelson؛ زادهٔ ۴ ژانویهٔ ۱۹۸۵) بازیکن هاکی روی یخ اهل کانادا است.